# Mac Cuill
Na mitologia irlandesa, Mac Cuill dos Tuatha Dé Danann, era filho de Cermait, filho de Dagda. 
Ele e seus irmãos Mac Cecht e Mac Gréine assassinaram Lug que havia morto Cermait. Os três irmãos tornaram-se conjuntamente Grandes Reis da Irlanda, dividindo rotativamente entre eles a soberania, um ano para cada um, cobrindo um períod de vinte e nove ou trinta anos, dependendo da fonte consultada. Foram os últimos reis dos Tuatha Dé Danann antes da chegada dos Milesianos.
O nome de batismo de Mac Cuill era Éthur. Ganhou o nome de Mac Cuill em homenagem ao seu deus, Coll, a aveleira. Sua esposa era Banba.